# Marita Lopera
María Lopera Rendón (1978), más conocida como Marita Lopera, es escritora y docente colombiana. Es conocida por su primera novela, La vida fue hace mucho (2022), publicada bajo el sello de Angosta Editores, bajo la colección de Opera Prima, destinada a la publicación de las nuevas voces en la literatura. Su obra marcó su debut como escritora y es una de las voces femeninas más recientes en la literatura colombiana.